# お嬢さん (1930年の映画)
『お嬢さん』（おじょうさん）は、1930年（昭和5年）に12月12日公開の日本映画である。松竹キネマ製作・配給。監督は小津安二郎。モノクロ、スタンダード、サイレント、135分。
栗島すみ子、岡田時彦、田中絹代ら豪華スターが出演した大作ナンセンスコメディで、北村小松がシナリオを書き、小津はヂェームス・槇のペンネームで池田忠雄・伏見晁とともにギャグマンも務めている。初回興行は浅草の帝国館、および京都四條の南座で、併映作品は『薩南総動員』（冬島泰三監督）。第7回キネマ旬報ベスト・テンの日本映画・現代映画部門で第2位（小津作品初のランクイン）。ネガフィルム・上映用プリント等はすでに散逸し、脚本以外は現存しない作品とされている。

## あらすじ

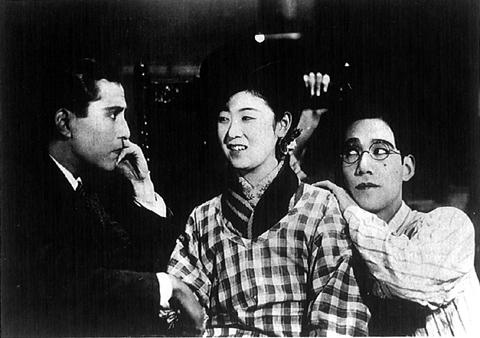
公開当時のスチル写真。左から岡田時彦、田中絹代、斎藤達雄

新聞の社会部記者の岡本と斎田には悩みがあった。つねに他紙の記者、それも女性記者にスクープを出し抜かれていたのだ。その記者につけたニックネームは「お嬢さん」。あるきっかけで「お嬢さん」と顔見知りになり、3人で潜入取材をすることになり、岡本と斎田は、すっかり「お嬢さん」に魅了されてしまう。

## スタッフ
- 監督：小津安二郎
- 原作・脚色：北村小松
- ギャグマン：伏見晁、池田忠雄、ヂェームス槇（小津）
- 撮影・編集：茂原英雄

## キャスト
- お嬢さん：栗島すみ子
- 岡本時雄：岡田時彦
- 斎田達次：斎藤達雄
- キヌ子：田中絹代
- 社会部長：岡田宗太郎
- 古参記者：大国一郎
- 俳優学校の校長：山本冬郷
- 俳優学校の教頭：小倉繁
- 不良マダム：龍田静枝
- 美青年：毛利輝夫
- その妻：浪花友子
- ミキー：若林広雄
- 侍従長：横尾泥海男
- モダンガール：光喜三子
- 堺一二
- 畑譲治